# Pavol Kvasna
Pavol Kvasna (* 2. března 1949) je bývalý slovenský fotbalista, útočník.

## Fotbalová kariéra
V československé lize hrál za Spartak Trnava. Nastoupil ve 36 ligových utkáních a dal 4 ligové góly.

## Ligová bilance
| Ročník                                   | Zápasy | Góly | Klub           |
| ---------------------------------------- | ------ | ---- | -------------- |
| 1. československá fotbalová liga 1975/76 | 13     | 3    | Spartak Trnava |
| 1. československá fotbalová liga 1976/77 | 23     | 1    | Spartak Trnava |
| CELKEM                                   | 36     | 4    |                |